# 대한민국 민법 제673조
대한민국 민법 제618조는 임대차의 의의에 대한 민법조문이다.

## 조문
제673조(완성전의 도급인의 해제권) 수급인이 일을 완성하기 전에는 도급인은 손해를 배상하고 계약을 해제할 수 있다.

第618條(賃貸借의 意義) 賃貸借는 當事者 一方이 相對方에게 目的物을 使用, 收益하게 할 것을 約定하고 相對方이 이에 對하여 借賃을 支給할 것을 約定함으로써 그 效力이 생긴다.

## 참고 문헌
- 이준형. "민법 제673조에 의한 저작물 제작계약의 해제와 손해배상." 민사법학 45.1 (2009): 299-333.
- 정광수(鄭光洙). "민법 제673조상 도급인의 해제권에 관한 고찰." 강원법학 46.- (2015): 589-627.

## 같이 보기
- 임대차